# Laki
Denne artikel omhandler vulkanområdet Laki, for sproget Laki, se Laki (sprog).
Laki er et vulkanområde i det sydlige Island. Kraterne ligger på række og kaldes Lakagígar. I 1783 skete der her et vulkanudbrud, som er ét af de største, man har haft på jorden siden sidste istid. Det regnes til størrelse 6 på VEI-skalaen.
Det begyndte pinsedag den 8. juni 1783 og fortsatte til februar 1784. Præsten Jón Steingrimsson fra Prestbakki har i sit berømte ”ildskrift” berettet om naturkatastrofen, og han kalder sin afhandling ”Enkel og sand skildring af vulkanudbruddet i Skaftafellsyssel året 1783.” Vulkanudbruddets udvikling beskrives nøjagtigt fra dag til dag. ”Hvilken gru der gik her på Sida, da en vulkanild blussede i vest og en anden øst og nord for os, mægter jeg ikke at skildre. Dørene ud mellem disse flammende lavastrømme gik fra solens punkt klokken ni om morgenen til stedet, hvor den er klokken halv to…. Dog fyldtes dette mellemrum ofte af røg og kvælende ilddunste af størrelse og overmagt som kraterskyerne med deres utålelige lugt og stank, hvilke var af en sådan beskaffenhed fra det vestre krater, og dets tågeskyer således at mærke, som når stenkul bliver slukket i hengemt urin eller et eller andet besk. Men fra det østre krater var det som der blev brændt våd arve eller den slags vandplanter. Så slog alt dette sammen i ét. ”
Revnen, der blev dannet, var ca. 25 km lang, og da den åbnede sig, revnede tufbjerget Laki, der ligger midtvejs på kløften. Fra 8. juni til 29. juli var kun kraterrækken sydvest for Laki aktiv, og lavaen strømmede gennem elven Skaftás leje og udfyldte det helt med de glødende masser. 29. juli åbnedes revnen også nordøst for Laki og lavaen flød ud i et andet elveleje. Lavastrømmen flød hen over og tilintetgjorde gårde, huse og kirker, og samtidig afgav den giftige gasser, der bevirkede, at græsset over hele Island blev ødelagt i denne sommer. Hele Europas klima blev påvirket af udbruddet, fordi vegetationen blev beskadiget af de giftige luftarter. Også Amerika, Asien og Afrika blev berørt.
Man har anslået, at magmaet fra Lakagígar har haft et volumen på 12,3 kubikkilometer og har afgivet 10 millioner tons svovldioxid. Græsmangel og fluorforgiftning fra asken medførte hungersnød for husdyrene. Man vurderer, at 50% af kvæget, 79% får og 76% heste omkom. Herefter fulgte også hungersnød for menneskene, omkring titusinde døde, dvs. en femtedel af den islandske befolkning. Island hørte jo på det tidspunkt under Danmark, og der var faktisk alvorlige overvejelser om, hvorvidt man skulle evakuere hele befolkningen til Danmark. Ideen blev dog hurtigt opgivet.
I dag er Lakagígar et pragtfuldt naturområde med fantastiske farver, grønt mos, røde slagger og sort, vulkansk aske.

## Eksterne links
- Grimsvötn - vulkansystemet ændrede Europas historie. Videnskab.dk 2011
- Laki: the making of a fire. Volcano Cafe

64°04′03″N 18°13′48″V / 64.0675°N 18.23°V